# Ayhan Can
Ayhan Can (* 1937 in der Türkei) ist ein in Deutschland lebender Dichter türkischer Sprache.
Can kam 1970 nach Deutschland, um Gastarbeiterkinder zu unterrichten. Seit 1981 hat er mehrere Gedichtbände veröffentlicht.

## Veröffentlichungen
- 1981: Gül Devrimi
- 1987: Umut Şarkıları
- 2003: Sevdanı Anlat
- 2004: Dilara

## Quelle
- Hayrunisa Topçu: Avrupa ve Amerika’da Türk Edebiyatı. Turkish Literature in Europe and America. In: Journal of Turkish Studies, Bd. 4, Nr. 1, 2009, S. 701–734 (711) (PDF; 381 kB).

| Personendaten    | Personendaten      |
| ---------------- | ------------------ |
| NAME             | Can, Ayhan         |
| KURZBESCHREIBUNG | türkischer Dichter |
| GEBURTSDATUM     | 1937               |
| GEBURTSORT       | Türkei             |